# Andover (Minnesota)
Andover è una città degli Stati Uniti d'America, nella Contea di Anoka, nello Stato del Minnesota. La sua popolazione, secondo il censimento del 2000, era di 26.588 abitanti.

## Geografia fisica
Secondo lo United States Census Bureau, l'equivalente statunitense dell'Istat, la città ha una superficie totale di 90,6 km², dei quali 88,3 sono coperti dalla terraferma e solo il 2,49% da acque interne. La percentuale coperta dalle acque è dovuta alla presenza del Crooked Lake, lago che si trova al confine sud della città ed è per due terzi nel territorio di Coon Rapids.

## Società

### Evoluzione demografica
Secondo il censimento del 2000, ad Andover ci sono 26.588 residenti, 8.107 nuclei familiari e 7.150 famiglie in senso stretto. La densità di popolazione è di 301 abitanti per km². Le abitazioni sono 8.205, con una densità di 92,9 al km². La popolazione è composta per il 96,48% da bianchi, per lo 0,54% di afroamericani, per lo 0,35% da nativi americani, per l'1,08% da asiatici, per lo 0,02% da persone provenienti dalle isole del Pacifico, per l'1,05% da ispanici o latino-americani, per l'1,21% da popolazione di sangue misto e per lo 0,32% da popolazione di altre provenienze.
Il 55,1% dei nuclei familiari ha figli minorenni, mentre le coppie sposate sono l'80%. Nel 5,5% dei casi il capofamiglia è una donna senza marito, mentre l'11,8% è composto da famiglie non tradizionali. L'8,4% dei nuclei familiari è composto da una sola persona, e nel 2,3% dei casi si tratta di ultrasessantacinquenni che vivono da soli. I nuclei familiari sono composti in media da
Il 35,5% della popolazione ha meno di 18 anni, il 6% ha un'età compresa fra 18 e 24 anni, il 36,4% fra 25 e 44, il 19,2% fra 45 e 64 e il 2,9% ha almeno 65 anni. L'età media è di 32 anni. Il rapporto fra donne e uomini è di 100 a 103,4, con una media che si abbassa se si analizzano i maggiorenni (100 a 102,5).
Il reddito medio di un nucleo familiare è di 76.241 dollari, con una media che si alza per le famiglie in senso proprio (78.785 dollari). Gli uomini hanno un reddito medio di 50.248 dollari, le donne di 33.814. Il reddito pro capite medio è di 26.317 dollari. L'1,2% delle famiglie e il 2% della popolazione vive al di sotto della soglia di povertà, con una media che resta stabile per gli under 18 (2%) ma raddoppia per gli over 65 (4%).